# Danny Hale
Agent Danny Hale, interpretat de Danny McCarthy, este un personaj din serialul de televiziune Prison Break difuzat de Fox. Hale a fost partenerul agentului Paul Kellerman, împreună cu acesta îndeplineau treburile murdare ordonate de Reynolds. A contactat-o pe Veronica Donovan și i-a propus să se întâlnească pentru a-i oferi date care să îl dezvinovățească pe Lincoln Burrows. Hale a fost pe punctul să-i ofere avocatei un dosar de trei pagini despre conspirația căreia i-a căzut pradă Lincoln, dar a fost ucis de Kellerman înainte de a apuca să facă acest lucru